# Valcuvia
La Valcuvia (o Val Cuvia) è una valle situata nel nord della provincia di Varese, in Italia. 

## Geografia
È caratterizzata da aree prettamente montane che si estendono, all'interno delle Prealpi varesine, tra il Monte Nudo (1235 m) ed il Monte Campo dei Fiori (1226 m), aprendosi sul Lago Maggiore, e da un orientamento prevalentemente est-ovest. Una parte della valle è attraversata dal torrente Boesio che sfocia nel lago in località Laveno.

## Clima
La Valcuvia è caratterizzata da un clima prealpino, comunemente noto a livello regionale come mesoclima insubrico. Tuttavia la valle presenta alcune particolarità climatiche, soprattutto durante i mesi invernali. Di norma, durante l'inverno, il clima è più rigido a partire da Brinzio, passando per Castello Cabiaglio, Orino, Azzio, Cuvio, Cuveglio, Casalzuigno e Rancio Valcuvia questo per il fatto che i luoghi citati si trovano ai piedi del versante nord del monte Campo dei Fiori - ad eccezione di Casalzuigno, ai piedi del Monte Nudo - e quindi più soggetti all'influenza della montagna e ai rimescolamenti di masse d'aria annessi, risultando più protetti dallo sbocco a sud-sud-ovest della valle nella zona di Caldana-Cocquio Trevisago a nord e di Gemonio a Sud. A partire da queste ultime località citate, infatti, il clima si addolcisce.
Un esempio possono essere le nevicate durante i mesi invernali: gli accumuli nivometrici sono più consistenti nei paesi ai piedi del Campo dei Fiori, rispetto agli accumuli di quei paesi che si discostano dai monti verso la direttrice sud-sud-ovest.

## Storia
Il suo nome deriva dal villaggio storicamente più importante che era Cuvio, capoluogo del Feudo dove risiedevano le autorità civili: il Feudatario appunto e il Pretore, ed era sede di Pieve e di Distretto. Alcuni vogliono farlo derivare dal latino "vallis cum via", "Valle con via", in quanto probabilmente è stata fin dai tempi degli antichi romani un luogo di passaggio. Se così fosse sarebbe un'eccezione unica perché altre valli avevano la stessa caratteristica senza che nessuna ha preso il nome dalla rispettiva generica strada. Altro luogo particolare è Arcumeggia (frazione di Casalzuigno), il cui nome deriva dal latino "arx (rocca)" e "media (di mezzo)", in quanto si trova a metà strada tra due valli e fu sede di una fortezza, ora non più esistente. Nel 1447 venne infeudata alla famiglia dei marchesi Moriggia in quanto facente parte del feudo della Valtravaglia.

## Comunità Montana della Valcuvia
I 20 comuni della Valcuvia sono riuniti nella Comunità Montana Valli del Verbano.

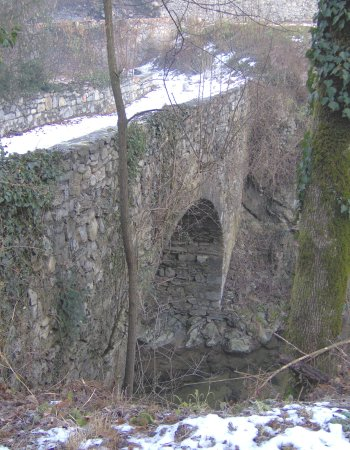
Ponte a Rancio Valcuvia.
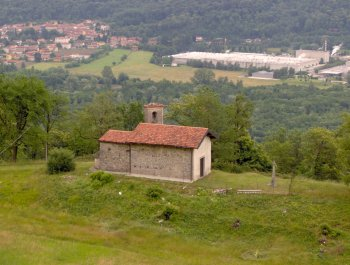
Chiesa di San Bernardino ad Aga, Casalzuigno
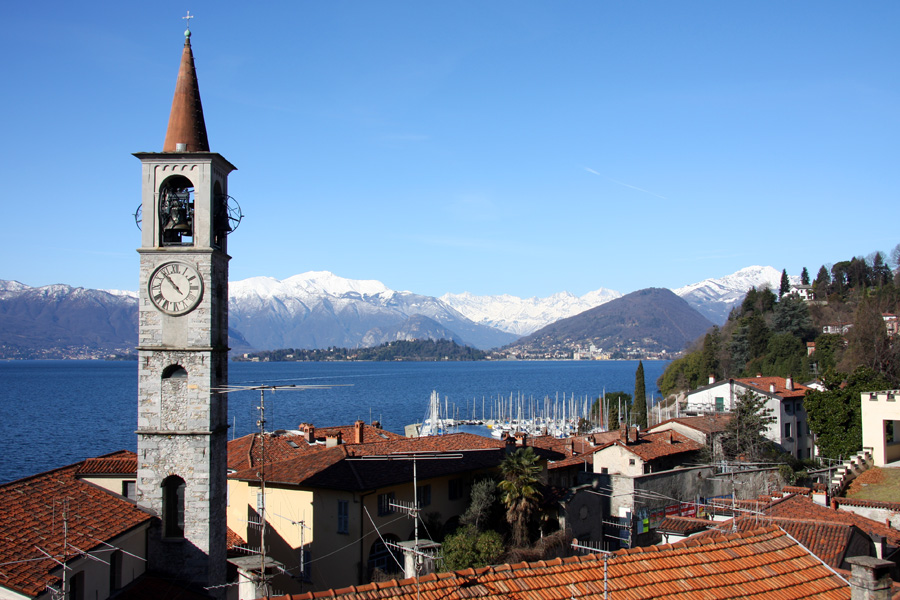
Chiesa di Laveno
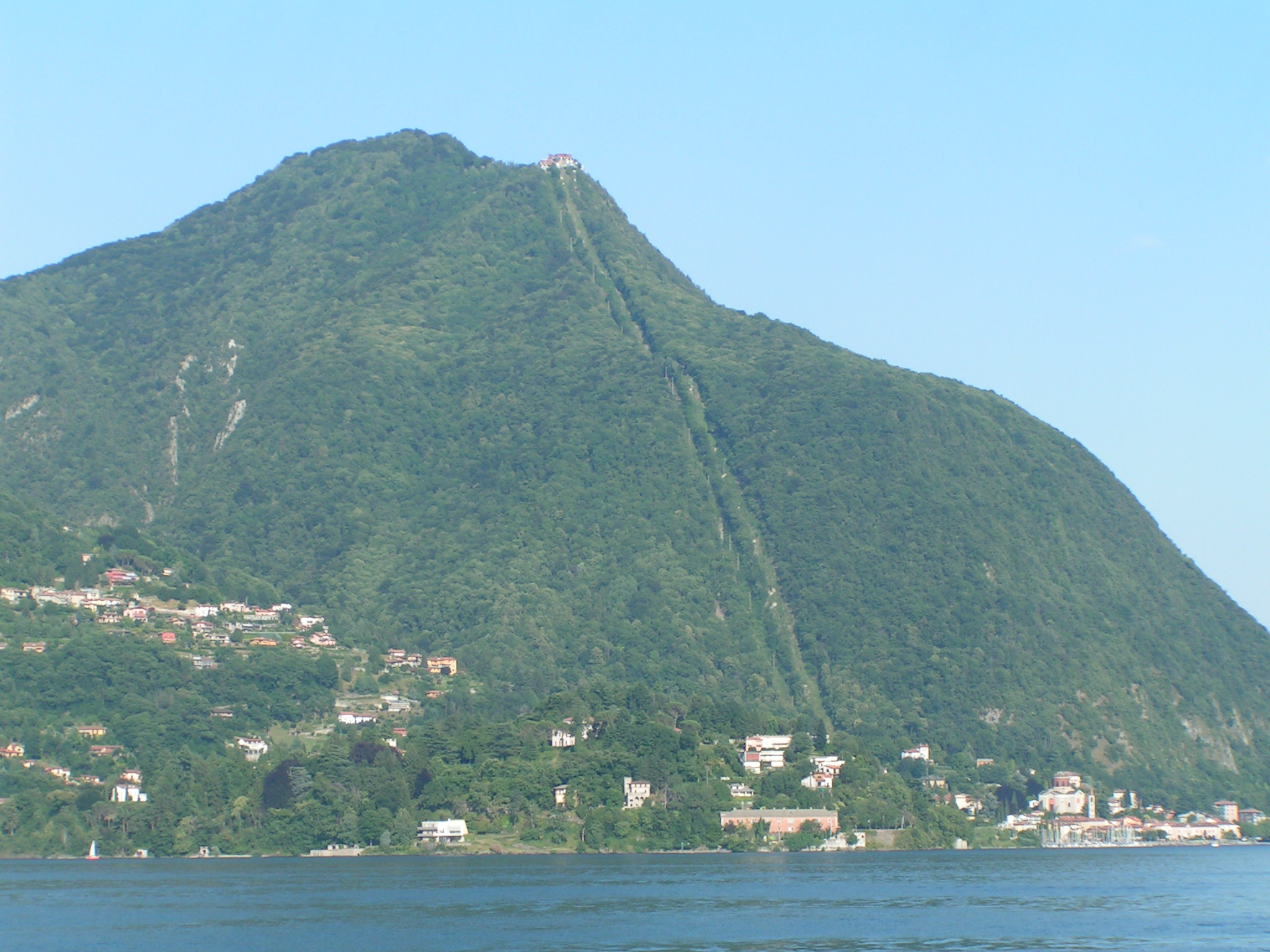
Il Sasso Ferro sopra Laveno